# Atlanta Hawks 2003-2004
La stagione 2003-04 degli Atlanta Hawks fu la 55ª nella NBA per la franchigia.
Gli Atlanta Hawks arrivarono settimi nella Central Division della Eastern Conference con un record di 28-54, non qualificandosi per i play-off.

## Roster
| N° | Naz.                   | Ruolo | Sportivo            | Anno | Alt. | Peso |
| -- | ---------------------- | ----- | ------------------- | ---- | ---- | ---- |
| 1  | Stati Uniti (bandiera) | A     | Stephen Jackson     | 1978 | 203  | 99   |
| 2  | Stati Uniti (bandiera) | C     | Nazr Mohammed       | 1977 | 208  | 100  |
| 3  | Stati Uniti (bandiera) | A     | Shareef Abdur-Rahim | 1976 | 206  | 102  |
| 3  | Stati Uniti (bandiera) | G     | Bob Sura            | 1973 | 196  | 91   |
| 4  | Stati Uniti (bandiera) | A     | Chris Crawford      | 1975 | 206  | 107  |
| 5  | Stati Uniti (bandiera) | A     | Josh Davis          | 1980 | 203  | 107  |
| 5  | Stati Uniti (bandiera) | G     | Dion Glover         | 1978 | 196  | 103  |
| 6  | Stati Uniti (bandiera) | G     | Travis Hansen       | 1978 | 198  | 93   |
| 7  | Stati Uniti (bandiera) | G     | Wesley Person       | 1971 | 198  | 88   |
| 10 | Stati Uniti (bandiera) | C     | Joel Przybilla      | 1979 | 216  | 116  |
| 11 | Stati Uniti (bandiera) | G     | Jacque Vaughn       | 1975 | 185  | 86   |
| 12 | Stati Uniti (bandiera) | G     | Dan Dickau          | 1978 | 183  | 86   |
| 12 | Serbia (bandiera)      | C     | Željko Rebrača      | 1972 | 213  | 117  |
| 15 | Stati Uniti (bandiera) | A     | Hiram Fuller        | 1981 | 206  | 109  |
| 31 | Stati Uniti (bandiera) | G     | Jason Terry         | 1977 | 188  | 80   |
| 32 | Francia (bandiera)     | AC    | Boris Diaw          | 1982 | 203  | 98   |
| 33 | Stati Uniti (bandiera) | AC    | Michael Bradley     | 1979 | 208  | 111  |
| 34 | Senegal (bandiera)     | C     | Mamadou N'Diaye     | 1975 | 213  | 116  |
| 36 | Stati Uniti (bandiera) | AC    | Rasheed Wallace     | 1974 | 208  | 102  |
| 40 | Stati Uniti (bandiera) | C     | Jason Collier       | 1977 | 213  | 118  |
| 42 | Stati Uniti (bandiera) | AC    | Theo Ratliff        | 1973 | 208  | 102  |
| 44 | Stati Uniti (bandiera) | A     | Alan Henderson      | 1972 | 206  | 107  |
| 54 | Stati Uniti (bandiera) | A     | Lee Nailon          | 1975 | 206  | 108  |

## Staff tecnico
- Allenatore: Terry Stotts
- Vice-allenatori: Jim Boylan, Armond Hill, Mike McNeive, Larry Smith